# لعابچی
لعابچی عنوان یکی از شغل‌های درباری در عهد صفویه بوده‌است. بر اساس نوشتهٔ محمدهاشم آصف کرمانی نام‌بردار به رستم الحکما در کتاب رستم التواریخ، شغل لعاب زدن به ماتحت امردان در دوره صفویان با عنوان لعابچی شناخته می‌شده و این عمل برای آن بوده که پادشاه در کام‌جویی با امردان، دشواری کمتری داشته باشد و آسان‌تر با ایشان نزدیکی کند.

## نمونه‌ای از فعالیت لعابچیان
محمدهاشم آصف کرمانی معروف به رستم الحکما در کتاب خویش نمونه‌هایی از کارهای افرادی که به عنوان لعابچی در دربار صفویه خدمت می کرده‌اند را ذکر می‌نماید. از جمله در نمونه‌ای از دربار شاه طهماسب ثانی که مدتی بعد از شاه سلطان حسین پادشاه ایران بود، می‌نویسد:
پیش روی مبارکش امردان شنگول شوخ و شنگ زیبای سمنبر، در زنده‌رود ...همه مکشوف العوره به شناوری و آب بازی مشغول بودند و آن پادشاه کامکار از تماشای آنان محظوظ و متلذذ بود...
وی سپس می‌نویسد که یکی از سرداران بزرگ شاه سلطان حسین، به نام طهماسب قلی‌خان قرخلوی (که همان نادرشاه بعدی است)، از دیدن منظرۀ فوق بسیار متأسف و عصبانی می‌شود و تصمیم می‌گیرد که به هر نحو ممکن درباریان و سرداران دیگر را از فساد شاه مطلع کند و آبروی او را نزد بندگان خویش ببرد، پس:
از برای شاه جمجاه، بساط ضیافتی گسترد و آن فریدونبارگاه را مهمان نمود و اسباب عیش و عشرت و آلات سور و مسرت از برایش فراهم آورد و خوانین خراسان و صنادید خوانین خراسان و صنادید عالیشان و باشیانی که با او اتفاق داشتند، ایشان را در پس پرده واداشت که از روزنه‌های پرده تماشا کنند. ...
چون شاه جمجاه [شاه تهماسب دوم آخرین پادشاه صفوی] از بادۀ گلرنگ خوشگوار مخمور و سرمست شد و دین و دانشش از دست رفت، بی‌اختیار مستانه از جا برخاست و برهنه گردید و غلامان امرد [پسران ظریف و بی‌ریش] خود را فرمود همه برهنه شدند و دستها بر زمین انداختند و دبرها برافراشتند و شخصی لعابچی ظرف طلای پر لعابی در دست داشت و بر مقعدشان لعاب می‌مالید [تا پادشاه با آنان راحت‌تر نزدیکی کند] و شاه سرمست به هر کدام که میل می‌نمود...

## منبع
- آصف، محمد هاشم. رستم‌التواریخ. تصحیح محمد مشیری، چاپ دوم، امیرکبیر، تهران: ۱۳۴۲